# Rocé
Rocé – miejscowość i gmina we Francji, w Regionie Centralnym, w departamencie Loir-et-Cher.
Według danych na rok 1990 gminę zamieszkiwało 165 osób, a gęstość zaludnienia wynosiła 16 osób/km² (wśród 1842 gmin Regionu Centralnego Rocé plasuje się na 973. miejscu pod względem liczby ludności, natomiast pod względem powierzchni na miejscu 1132.).